# 阿塞拜疆国旗
阿塞拜疆國旗为阿塞拜疆共和国的法定國旗，1918年阿塞拜疆第一次獨立時就用了這面國旗，但當時弦月與星星是靠在左邊的。1991年獨立後，國旗重新制定，并于2013年正式确定色彩标准。
藍色代表阿塞拜疆东部瀕臨的里海，紅色代表邁向進步與光明未來，綠色象徵青翠的高加索山区，白色弦月與八角星代表伊斯蘭教，八角星的八道光芒象徵國內八個突厥系部族的統一。

## 國旗格式
| 颜色标准 | 蓝                  | 红                 | 绿                  |
| -------- | ------------------- | ------------------ | ------------------- |
| Pantone  | 313 C               | 185 C              | 3405 C              |
| RGB      | 0-151-195 (#0097c3) | 224-0-52 (#e00034) | 0-174-101 (#00ae65) |

## 歷代國旗

亞塞拜然民主共和國 1917年-1918年
亞塞拜然民主共和國 1918年
外高加索民主聯邦共和國 1918年-1918年
亞塞拜然民主共和國 1918年-1920年
亞塞拜然民主共和國 1920年
亞塞拜然蘇維埃社會主義共和國 1920年-1921年
亞塞拜然蘇維埃社會主義共和國 1921年-1922年
外高加索蘇維埃聯邦社會主義共和國 1922年-1936年
亞塞拜然蘇維埃社會主義共和國 1936年-1940年
亞塞拜然蘇維埃社會主義共和國 1940年-1952年
亞塞拜然蘇維埃社會主義共和國 1952年-1991年
亞塞拜然共和國 1991年-2013年
亞塞拜然共和國 2013年-至今

### 非正式旗帜
- 阿塞拜疆民主共和国旗帜之一
- 阿塞拜疆民主共和国旗帜之二
- 阿塞拜疆共和国国旗（非正式苏联版本）

### 分裂主义势力旗帜
- 阿塞拜疆民族主义旗帜
- 南阿塞拜疆旗帜（非正式变体）
- 南阿塞拜疆旗幟
- 南阿塞拜疆獨立黨旗幟

## 军旗
- 阿塞拜疆陆军旗帜
- 阿塞拜疆海军旗帜
- 阿塞拜疆武装部队最高指挥官旗帜（总统旗）
- 阿塞拜疆武装部队最高指挥官旗帜
- 阿塞拜疆边防部队旗帜
- 阿塞拜疆国民警卫队旗帜